# King Von
King Von (* 9. August 1994 als Dayvon Daquan Bennett in Chicago, Illinois; † 6. November 2020 in Atlanta, Georgia) war ein US-amerikanischer Rapper. Er stand bei Only the Family, dem Label von Lil Durk und Empire Distribution unter Vertrag.

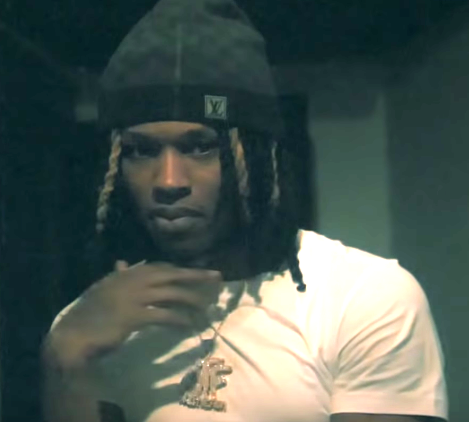
King Von (2019)

## Kindheit
King Von verbrachte seine Kindheit größtenteils in Parkway Garden Homes, einem Apartmentkomplex südlich von Chicago. Die Apartments waren auch gleichzeitig die ersten Wohneigentümer afroamerikanischer Bürger von Chicago, die aufgrund von politischen Spannungen unter Wohnungsmangel litten. Zu den früheren Bewohnern zählt auch die ehemalige First Lady Michelle Obama. In den letzten Jahren wurde der Komplex jedoch zum Zentrum eines der gewalttätigsten Blöcke Chicagos. Der Komplex ist im National Register of Historic Places aufgeführt.
King Von wuchs mit Lil Durk und Chief Keef, der dort ebenfalls ansässig war, auf. Er war unter seinem Nicknamen Grandson bekannt und Mitglied der Gang Black Disciples. Diesen Namen erhielt Von im Gefängnis, als Leute, die ihn kannten, ihn sahen und sagten, dass er sie an David Barksdale erinnere, den Gründer der Gang.
Im Alter von 16 Jahren musste Von erstmals ins Gefängnis. 2014 verdächtigte die Polizei ihn, den Mord an einer 17-Jährigen begangen zu haben. Im selben Jahr wurde er außerdem für den Mord an einer weiteren Person verhaftet, aber im Jahr 2017 aufgrund mangelnder Beweise wieder entlassen. Daraufhin begann er 2018 zu rappen und arbeitete mit Lil Durk an seiner Musikkarriere. Später nahm ihn Lil Durk bei seinem Label OTF (Only the Family) Entertainment unter Vertrag.

## Karriere
Nachdem Lil Durk ihn bei seinem Label OTF (Only The Family) unter Vertrag genommen hatte, veröffentlichte Von 2018 die Single Crazy Story, die auch gleichzeitig für seinen Durchbruch sorgte.
2019 am Valentinstag veröffentlichte seine damalige Freundin Asian Doll den Track Grandson, wo Von einen Beitrag im Musikvideo leistete.
Im Mai veröffentlichte er zusammen mit Lil Durk Crazy Story 2.0. Der Release platzierte sich auf Platz 20 der Bubbling Under 100-Charts. Am 13. September 2019 erschien der dritte Teil Crazy Story Pt. 3.
Am 9. Juli erschien die Kollabo-Single Like That mit Lil Durk. Am 2. September wurde die Single What It’s Like veröffentlicht, was auch gleichzeitig eine Single-Auskopplung vom Mixtape Grandson Vol. 1 war. Am 19. September erschien das Mixtape mit 15 Songs. Die Veröffentlichung debütierte auf Platz 75 der Billboard-200-Charts und auf Platz 27 bei den Hip-Hop/R&B-Charts. Am 29. November veröffentlichte er mit YNW Melly Rolling zusammen mit seinem Musikvideo.
Am 21. Februar 2020 veröffentlichte Von Took Her to the O, was sich zu seinem populärsten Song entwickelte. Der Song war Teil seines LeVon James Mixtapes, das am 6. März 2020 erschien und auf Platz 63 in den Billboard-Charts debütierte. Das Mixtape beinhaltet Gastbeiträge von NLE Choppa, Tee Grizzley, G Herbo, Lil Durk und YNW Melly, neben vielen anderen.
Am 29. April erschien Grandson for President, was ebenfalls wie seine Breakthrough-Single Crazy Story ihm mehr an Popularität verschaffte. Ende Juli erschien Why He Told, gefolgt von All These N***as. Letzteres ging viral und generierte über 30 Millionen Aufrufe.

## Rechtskonflikte
Im November 2012 wurde Von wegen illegalen Waffenbesitzes verhaftet und ins Cook-County-Gefängnis gebracht. Am 24. Juli 2014 verhaftete die Polizei Von ein weiteres Mal, da er dieses Mal unmittelbar mit einer Schießerei, die im Mai desselben Jahres stattfand, in Verbindung gebracht wurde. King Von wurde daraufhin des Mordes und versuchten Mordes angeklagt. Die Schießerei fand an der 5700 South Lasalle Street in Englewood, Chicago statt. Nachdem man keine aussagekräftige Zeugenaussage und keine klare Identifizierung der Täter feststellen konnte, wurden die Anklagen Ende 2017 wieder fallen gelassen.
In einem Interview mit dem Breakfast Club erklärte Lil Durk, dass er Von animieren wollte, Musik zu machen, um Problemen aus dem Weg zu gehen.
Im Juni 2019 wurden King Von und Lil Durk verhaftet, da beide erneut mit einer Schießerei in Atlanta in Verbindung gebracht wurden. Beide wurden zu einer Anhörung eingeladen, wurden jedoch aufgrund mangelnder Beweise freigelassen.

## Tod
Am 6. November 2020 war King Von in eine Auseinandersetzung verwickelt. Der Vorfall fand in der Innenstadt vor dem Eingang eines Nachtclubs in Atlanta gegen 3:20 Uhr Ortszeit statt. Sicherheitskameras dokumentierten das Geschehen. Zwischen zwei Gruppen eskalierte ein Streit. Dabei wurden Schüsse abgegeben, die King Von tödlich trafen. Außer ihm starb noch eine weitere Person, drei weitere wurden schwer verletzt. Auf dem Weg ins Krankenhaus befand er sich in kritischem Zustand. Im Laufe des Tages wurde sein Tod bestätigt. Er hinterlässt zwei Kinder.
Rapper Quando Rondo, der zu einer rivalisierenden Gang gehört, stand indirekt in Verbindung zu dem Fall, welcher 2021 mit einer Kaution von 100.000 Dollar abgeschlossen wurde. Kurze Zeit später ließ sich King Vons Exfreundin, Rapperin Asian Doll, ein Tattoo von seinem Gesicht auf ihren Handrücken tätowieren.

## Diskografie

### Studioalben
| Jahr                               | Titel                    | Höchstplatzierung, Gesamtwochen, AuszeichnungChartplatzierungen (Jahr, Titel, Platzierungen, Wochen, Auszeichnungen, Anmerkungen) | Höchstplatzierung, Gesamtwochen, AuszeichnungChartplatzierungen (Jahr, Titel, Platzierungen, Wochen, Auszeichnungen, Anmerkungen) | Höchstplatzierung, Gesamtwochen, AuszeichnungChartplatzierungen (Jahr, Titel, Platzierungen, Wochen, Auszeichnungen, Anmerkungen) | Anmerkungen                                                  |
| Jahr                               | Titel                    | UK | US | R&B | Anmerkungen                                                  |
| ---------------------------------- | ------------------------ | --- | --- | --- | ------------------------------------------------------------ |
| 2020                               | Welcome to O’Block       | UK— SilberUK | US5 Platin · (39 Wo.)US | R&B3 (18 Wo.)R&B | Erstveröffentlichung: 30. Oktober 2020 Verkäufe: + 1.067.500 |
| Postum veröffentlichte Studioalben |                          | | | |                                                              |
|                                    |                          | | | |                                                              |
| 2022                               | What It Means to Be King | UK63 (1 Wo.)UK | US2 (10 Wo.)US | R&B1 (5 Wo.)R&B | Erstveröffentlichung: 4. März 2022                           |
| 2023                               | Grandson                 | — | US14 (3 Wo.)US | R&B4 (2 Wo.)R&B | Erstveröffentlichung: 14. Juli 2023                          |

### Mixtapes
| Jahr | Titel            | Höchstplatzierung, Gesamtwochen, AuszeichnungChartplatzierungen (Jahr, Titel, Platzierungen, Wochen, Auszeichnungen, Anmerkungen) | Höchstplatzierung, Gesamtwochen, AuszeichnungChartplatzierungen (Jahr, Titel, Platzierungen, Wochen, Auszeichnungen, Anmerkungen) | Höchstplatzierung, Gesamtwochen, AuszeichnungChartplatzierungen (Jahr, Titel, Platzierungen, Wochen, Auszeichnungen, Anmerkungen) | Anmerkungen                              |
| Jahr | Titel            | UK | US | R&B | Anmerkungen                              |
| ---- | ---------------- | --- | --- | --- | ---------------------------------------- |
| 2019 | Grandson, Vol. 1 | — | US53 Gold · (6 Wo.)US | R&B30 (3 Wo.)R&B | Erstveröffentlichung: 20. September 2019 |
| 2020 | Levon James      | — | US40 Gold · (18 Wo.)US | R&B21 (4 Wo.)R&B | Erstveröffentlichung: 6. März 2020       |

### Singles
| Jahr | Titel Album                                                    | Höchstplatzierung, Gesamtwochen, AuszeichnungChartplatzierungen (Jahr, Titel, Album, Platzierungen, Wochen, Auszeichnungen, Anmerkungen) | Höchstplatzierung, Gesamtwochen, AuszeichnungChartplatzierungen (Jahr, Titel, Album, Platzierungen, Wochen, Auszeichnungen, Anmerkungen) | Höchstplatzierung, Gesamtwochen, AuszeichnungChartplatzierungen (Jahr, Titel, Album, Platzierungen, Wochen, Auszeichnungen, Anmerkungen) | Anmerkungen                                                  |
| Jahr | Titel Album                                                    | UK | US | R&B | Anmerkungen                                                  |
| --- | -------------------------------------------------------------- | --- | --- | --- | ------------------------------------------------------------ |
| 2018 | Crazy Story Only The Family Involved, Vol.2 / Grandson, Vol. 1 | UK— SilberUK | US— ×3DreifachplatinUS | — | Erstveröffentlichung: 6. Dezember 2018                       |
| 2019 | Crazy Story 2.0 Grandson, Vol. 1                               | — | US81 (1 Wo.)US | R&B32 (3 Wo.)R&B | Erstveröffentlichung: 3. Mai 2019 feat. Lil Durk             |
| 2019 | Crazy Story, Pt. 3 Grandson, Vol. 1                            | — | US— PlatinUS | — | Erstveröffentlichung: 13. September 2019                     |
| 2020 | Took Her to the O Levon James                                  | UK— GoldUK | US47 ×3Dreifachplatin · (8 Wo.)US | R&B14 (20 Wo.)R&B | Erstveröffentlichung: 21. Februar 2020                       |
| 2020 | All These Niggas Welcome to O’Block                            | — | US77 Platin · (1 Wo.)US | R&B31 (2 Wo.)R&B | Erstveröffentlichung: 5. August 2020 feat. Lil Durk          |
| 2020 | How It Go Welcome To O'Block                                   | — | US— GoldUS | — | Erstveröffentlichung: 28. August 2020                        |
| 2020 | I Am What I Am Welcome to O’Block                              | — | US— GoldUS | — | Erstveröffentlichung: 9. Oktober 2020 feat. Fivio Foreign    |
| Posthume Veröffentlichungen |                                                                | | | |                                                              |
| |                                                                | | | |                                                              |
| 2020 | Still Trappin’ The Voice                                       | — | US53 ×2Doppelplatin · (12 Wo.)US | R&B15 (16 Wo.)R&B | Erstveröffentlichung: 24. Dezember 2020 mit Lil Durk         |
| 2022 | Don’t Play That What It Means to Be King                       | — | US40 Gold · (5 Wo.)US | R&B11 (10 Wo.)R&B | Erstveröffentlichung: 4. Februar 2022 feat. 21 Savage        |
| 2022 | War What It Means to Be King                                   | — | US73 (1 Wo.)US | R&B23 (1 Wo.)R&B | Charteinstieg: 19. März 2022                                 |
| Folgende Lieder erschienen nicht als Single, wurden aber durch das Album zum Download und Streaming bereitgestellt und konnten somit eine Platzierung erlangen: |                                                                | | | |                                                              |
| |                                                                | | | |                                                              |
| 2020 | The Code Welcome to O’Block                                    | — | US66 Platin · (1 Wo.)US | R&B22 (1 Wo.)R&B | Charteinstieg: 21. November 2020 feat. Polo G                |
| 2020 | Back Again Welcome to O’Block                                  | — | — | R&B39 (1 Wo.)R&B | Charteinstieg: 21. November 2020 feat. Lil Durk & Prince Dre |
| Posthume Veröffentlichungen |                                                                | | | |                                                              |
| |                                                                | | | |                                                              |
| 2022 | Facetime What It Means to Be King                              | — | US92 (1 Wo.)US | R&B33 (1 Wo.)R&B | Charteinstieg: 19. März 2022 feat. G Herbo                   |
| 2022 | Straight to It What It Means to Be King                        | — | US93 (… Wo.)US | R&B34 (1 Wo.)R&B | Charteinstieg: 19. März 2022 feat. Fivio Foreign             |
| 2022 | Evil Twins What It Means to Be King                            | — | US96 (1 Wo.)US | R&B36 (1 Wo.)R&B | Charteinstieg: 19. März 2022 feat. Lil Durk                  |
| 2022 | Trust Nothing What It Means to Be King                         | — | US97 (1 Wo.)US | R&B37 (1 Wo.)R&B | Charteinstieg: 19. März 2022 feat. Moneybagg Yo              |
| 2022 | Too Real What It Means to Be King                              | — | — | R&B43 (1 Wo.)R&B | Charteinstieg: 19. März 2022                                 |
| 2022 | Where I’m From What It Means to Be King                        | — | — | R&B45 (1 Wo.)R&B | Charteinstieg: 19. März 2022                                 |
| 2023 | Phil Jackson Grandson                                          | — | — | R&B36 (1 Wo.)R&B | Charteinstieg: 23. Juli 2023 feat. Polo G                    |
| 2023 | From the Hood Grandson                                         | — | — | R&B40 (1 Wo.)R&B | Charteinstieg: 23. Juli 2023 feat. Lil Durk                  |
| 2023 | Don’t Miss Grandson                                            | — | — | R&B42 (1 Wo.)R&B | Charteinstieg: 23. Juli 2023                                 |
| 2023 | Real Oppy Grandson                                             | — | — | R&B49 (1 Wo.)R&B | Charteinstieg: 23. Juli 2023 feat. G Herbo                   |

Weitere Singles
- 2018: Beat Dat Body (feat. THF ZOO)
- 2018: War With US
- 2019: Cousins (feat. JustBlow600)
- 2019: What It’s Like
- 2020: Grandson For President a
- 2020: Why He Told
- 2020: Gleesh Place
- 2023: Robberies
- 2023: Heartless (feat. Tee Grizzley)

Gastbeiträge
- 2019: Exposing Me (Memo600 feat. King Von) b
- 2019: For a Fact (SimxSantana feat. King Von)
- 2020: Pressin’ (Sada Baby feat. King Von, US: Gold)
- 2020: Avatar (Lil Loaded feat. King Von)
- 2020: Pull Up (Asian Doll feat. King Von)
- 2020: Me And Doodie Lo (Only The Family, Doodie Lo und King Von)
- 2020: Lurkin (Funkmaster Flex feat. King Von)
- 2021: Rose Gold (PnB Rock feat. King Von)
- 2021: JUMP (Lil Durk, King Von und Booka600 feat. Memo600)
- 2021: Hit Em Hard (Offset & Trippie Redd feat. Kevin Gates, Lil Durk und King Von)
- 2022: Shameless (Boss Top feat. King Von)
- 2024: Legends  (VonOff1700 fear. King Von)

Gastbeiträge auf Alben
- 2018: Problems (Only The Family, King Von)
- 2018: Man Down (Only The Family, Lil Durk & King Von)
- 2019: Like That (Lil Durk feat. King Von)
- 2019: This Is A Story (Only The Family & King Von)
- 2019: They Be Talkin’ (Only The Family, Lil Durk & King Von)
- 2020: PICASSO (Sheff G feat. King Von, Jay Critch & Eli Fross)
- 2020: Body Count (Mozzy feat. King Von & G Herbo)
- 2021: Out The Roof (Lil Durk & King Von feat. Booka600)
- 2021: Not Gone Play (Tee Grizzley feat. King Von)
- 2022: We Did It (OTF Boonie Moe feat. King Von)

## Auszeichnungen für Musikverkäufe
| Goldene Schallplatte - Dänemark - 2025: für die Single Took Her to the O - Neuseeland - 2025: für das Album Levon James - 2025: für das Album Welcome to O’Block - 2025: für das Album Grandson, Vol. 1 - Vereinigte Staaten - 2022: für das Lied Demon - 2022: für das Lied Wayne’s Story - 2022: für das Lied Back Again - 2023: für das Lied Twin Nem | Platin-Schallplatte - Vereinigte Staaten - 2023: für das Lied Armed & Dangerous |

Anmerkung: Auszeichnungen in Ländern aus den Charttabellen bzw. Chartboxen sind in ebendiesen zu finden.
| Land/RegionAuszeichnungen für Musikverkäufe (Land/Region, Auszeichnungen, Verkäufe, Quellen) | Silber     | Gold       | Platin       | Verkäufe   | Quellen          |
| -------------------------------------------------------------------------------------------- | ---------- | ---------- | ------------ | ---------- | ---------------- |
| Dänemark (IFPI)                                                                              | —          | Gold1      | —            | 45.000     | ifpi.dk          |
| Neuseeland (RMNZ)                                                                            | —          | 3× Gold3   | —            | 22.500     | radioscope.co.nz |
| Vereinigte Staaten (RIAA)                                                                    | —          | 10× Gold10 | 13× Platin13 | 18.000.000 | riaa.com         |
| Vereinigtes Königreich (BPI)                                                                 | 2× Silber2 | Gold1      | —            | 660.000    | bpi.co.uk        |
| Insgesamt                                                                                    | 2× Silber2 | 15× Gold15 | 13× Platin13 |            |                  |